# Petreni, Alba
Petreni este un sat în comuna Bucium din județul Alba, Transilvania, România.